# Corynoptera forcipata
Corynoptera forcipata är en tvåvingeart som först beskrevs av Johannes Winnertz 1867.  Corynoptera forcipata ingår i släktet Corynoptera och familjen sorgmyggor.
Artens utbredningsområde är Tyskland. Arten är reproducerande i Sverige. Inga underarter finns listade i Catalogue of Life.